# LGBT ở Nhật Bản
Ghi nhận về người LGBT ở Nhật Bản có từ thời cổ xưa. Thực tế, ở vài giai đoạn trong lịch sử Nhật Bản, tình yêu giữa nam và nam từng được coi là dạng tình yêu thuần khiết nhất.
Trong khi đồng tính luyến ái chưa bao giờ được coi là một tội lỗi trong xã hội và tôn giáo Nhật Bản, thói kê gian bị cấm vào năm 1873 nhưng luật cấm đã bị bãi bỏ sau bảy năm khi Luật hình sự 1880 (Penal Code) được ban hành. Từ cuối thế kỷ 19, sự du nhập của văn hóa Tây phương và mong muốn được "văn minh" đã thay đổi cách nhìn của chính phủ Nhật và dân chúng về đồng tính luyến ái.

## Thuật ngữ và tiếng lóng
Đầu tiên, những từ như chúng đạo (shudō, 衆道), nhược chúng đạo (wakashudō, 若衆道) và nam sắc (nanshok, 男色) được ưa dùng trong suốt thời kỳ Edo. Những từ này không chỉ cá nhân mà chỉ hành vi. Từ nam sắc (nanshoku, 男色) chỉ quan hệ nam-nam được dùng phổ biến ở Nhật Bản cổ xưa.
Hiện nay, từ đồng tính ái giả (dōseiaisha, 同性愛者, nghĩa: người yêu đồng giới), gei (ゲイ, gay), homosekushuaru (ホモセクシュアル, homosexual), rezu hoặc rezubian (レズ、レズビアン, lesbian) và homo（ホモ) được dùng phổ biến.

## Nhật Bản cổ xưa

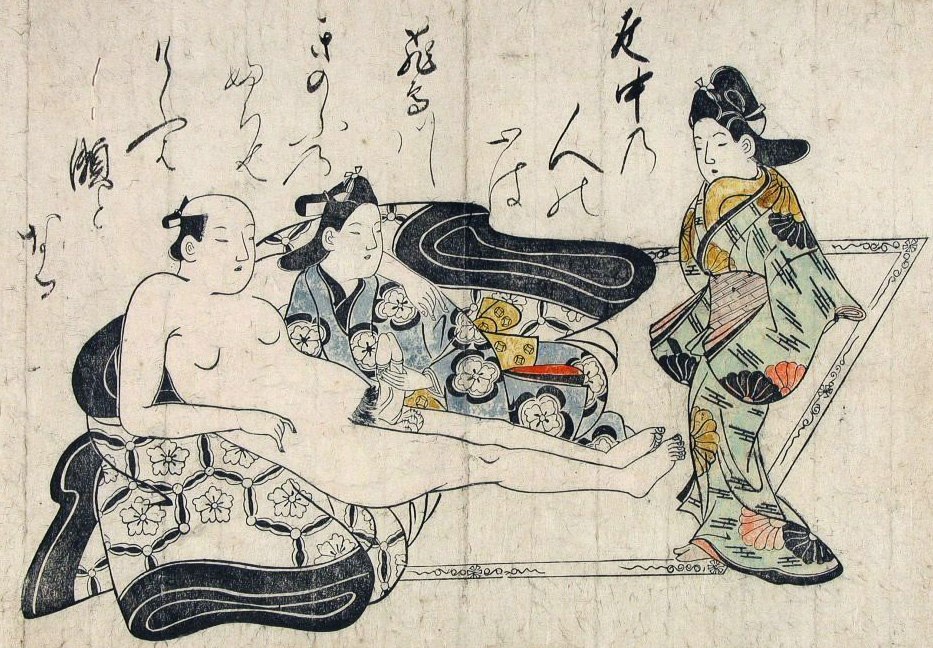
Đôi nam trên nệm Đầu thập kỷ 1680, một trong những tranh màu ukiyo-e đầu tiên có phong cách khiêu dâm shunga, Hishikawa Moronobu (1618-1694), định dạng Ôban, 10.25" x 15", mực Sumi và màu trên giấy, sưu tập cá nhân.

Những hành vi đồng tính luyến ái được miêu tả nhiều trong văn chương thời Nhật Bản cổ xưa cũng giống như Trung Hoa cổ xưa. Mặc dù đến khoảng thế kỷ 4, Nhật Bản mới thống nhất, những ghi chép bắt đầu từ Cổ sự ký (Kojiki, 古事記) được biên soạn vào thế kỷ 7. Trong khi những tài liệu Trung Hoa từ thế kỷ 6 T.C.N có nội dung đồng tính luyến ái, những tài liệu tương tự ở Nhật Bản bắt đầu xuất hiện vào khoảng thế kỷ 10.
Tiểu thuyết Truyện kể Genji (Hán Việt: Nguyên thị vật ngữ, Genji Monogatari, 源氏物語, tiếng Anh: The Tale of Genji) được viết đầu thế kỷ 11 mô tả những người đàn ông hay bị quyến rũ bởi những thanh niên đẹp.
Nhiều quyển nhật ký thời đại Heian có nói về hành vi đồng tính. Vài trong số đó là mối quan hệ đồng tính của các hoàng đế và những nam thiếu niên đẹp được dùng cho mục đích tình dục.

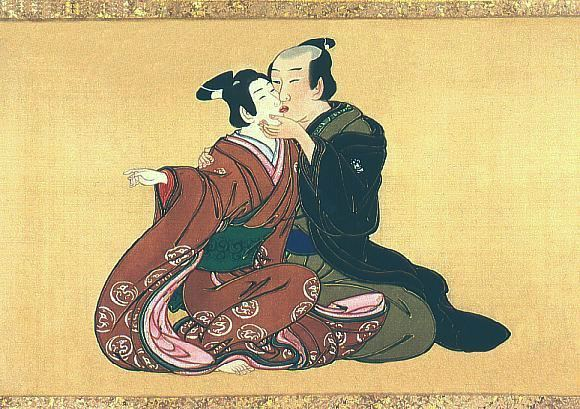
Người đàn ông và thiếu niên Miyagawa Isshō, ca. 1750; loạt tranh cuốn phong cách shunga (kakemono-e), sưu tập cá nhân. Để ý thiếu niên bên trái mặc kimono dành cho phụ nữ (tay dài, màu đỏ/hồng, thắt lưng đôi có thêu).

Trong quân đội, những samurai trẻ được học hỏi từ những samurai lớn tuổi và có kinh nghiệm. Samurai trẻ sẽ là người yêu của ông ta trong nhiều năm. Việc này gọi là chúng đạo.
Những diễn viên kabuki thường làm mại dâm ngoài sàn diễn thường được người giàu có tìm kiếm.

## Nhật Bản hiện đại
Mặc dù có xu hướng cởi mở hơn cũng như những cảnh tượng thường xuất hiện ở các thành phố quốc tế như Tokyo và Osaka, người đồng tính Nhật Bản thường che giấu thiên hướng tình dục của mình. Nhiều người kết hôn với người khác phái để tránh bị kỳ thị.

### Chính trị và luật pháp
Luật pháp Nhật Bản không cấm hành vi đồng tính luyến ái và có một số chính sách bảo vệ người đồng tính và người chuyển đổi giới tính.
Tình dục đồng giới tự nguyện là hợp pháp nhưng tuổi quy định cho hành vi tình dục đồng giới là lớn hơn tuổi cho hành vi tình dục khác giới.
Trong khi luật về quyền công dân không bảo vệ thiên hướng tình dục khỏi bị kỳ thị, chính quyền một vài nơi thực hiện nguyên tắc này. Chính quyền Tokyo ban hành luật cấm kỳ thị thiên hướng tình dục trong công việc.
Những đảng chính trị lớn ít thể hiện sự ủng hộ quyền người đồng tính. Mặc dù Hội đồng Xúc tiến Quyền con người đã đề xuất, Nghị viện vẫn chưa đưa thiên hướng tình dục vào quyền công dân.

### Công khai
Một số nhân vật chính trị đã bắt đầu công khai đồng tính luyến ái. Kanako Otsuji, một nữ ủy viên hội đồng lập pháp Osaka, đã công khai là người đồng tính vào năm 2005. Hai năm trước đó, năm 2003, Aya Kamikawa đã trở thành người chuyển giới đầu tiên công khai được bầu vào chính quyền Tokyo.
Những năm gần đây, một số nghệ sĩ, hầu hết là nam, bắt đầu công khai đồng tính luyến ái. Họ thường xuất hiện trong các talk show và các chương trình khác. Diễn viên múa và tarento Kaba-chan, tarento Gakuseifuku Sakamoto, ikebana master Shougo Kariyazaki, diễn viên hài Ken Maeda và hai nhà phê bình nhạc pop song sinh Piko và Osugi cũng nằm trong số đó.
Akihiro Miwa, một drag queen và là người yêu cũ của nhà văn Yukio Mishima, là một người phát ngôn quảng cáo cho nhiều công ty Nhật trong lĩnh vực mỹ phẩm cho đến tài chính và TEPCO. Kenichi Mikawa, một ca sĩ nhạc pop thần tượng, là một crossdressing. Nữ nhạc sĩ và diễn viên Ataru Nakamura là người chuyển đổi giới tính đầu tiên rất nổi tiếng ở Nhật Bản. Gần đây có Ai Haruna và Ayana Tsubaki cũng là những người chuyển giới.

### Anime và manga
Thể loại anime và manga đề tài tình yêu đồng giới nam được gọi là yaoi. Các tác phẩm này chủ yếu dành cho phụ nữ.
June là những kịch bản nói về tình cảm của những nhân vật nam trưởng thành. BL (Boys' Love, tình yêu con trai) chỉ những truyện nói về nhưng nhân vật trẻ hơn hoặc tình cảm nhẹ nhàng hơn. "Shōnen-ai" (thiếu niên ái) mô tả mối quan hệ đồng tính (không có tình dục) ở các nhân vật nam.
Gei-comi (truyện tranh gay) là những truyện tranh đề tài tình yêu đồng tính nam. Trong khi trong yaoi có một nhân vật đóng vai trò nữ, gei-comi thường mô tả cả hai người nam tính và ngang bằng trong quan hệ.
Anime và manga đề tài đồng tính nữ gọi là yuri (nghĩa là hoa loa kèn). Không như yaoi, yuri có nhiều độc giả hơn. Có nhiều truyện yuri dành cho phụ nữ như Revolutionary Girl Utena, Oniisama E, Maria-sama ga Miteru, Thủy thủ Mặt Trăng (Sailor Moon mùa thứ 3, mùa thứ 5), Strawberry Shake Sweet, Love My Life, dành cho nam giới như Kannazuki no Miko, Strawberry Panic, Simoun và My-Hime.
Mặc dù có nhiều truyện yaoi hơn nhưng nhiều truyện yuri được dựng thành phim hoạt hình hơn.

### Tình dục ở Nhật Bản cổ xưa
- Lối sống samurai
- "Vẻ đẹp" samurai

### Tình dục ở Nhật Bản hiện đại
- Người đồng tính nam ở Nhật Bản Lưu trữ ngày 22 tháng 4 năm 2009 tại Wayback Machine
- Wiki về người đồng tính nam ở Nhật Bản Lưu trữ ngày 27 tháng 8 năm 2008 tại Wayback Machine

#### Tiếng Anh
- Japanese History for Gay Men
- "Queer Japan," special issue of Intersections: Gender, History and Culture in the Asian Context
- "Enduring Voices: Fushimi Noriaki and Kakefuda Hiroko's Continuing Relevance to Japanese Lesbian and Gay Studies and Activism," by Katsuhiko Suganuma
- "Telling Her Story: Narrating a Japanese Lesbian Community," by James Welker Lưu trữ ngày 13 tháng 1 năm 2016 tại Wayback Machine
- The Beautiful Way: Roots of Homosexuality in Japan
- From Sailor-Suits to Sadists: Lesbos Love as Reﬂected in Japan’s Postwar "Perverse Press" Lưu trữ ngày 3 tháng 2 năm 2009 tại Wayback Machine